# Sparasion munitum
Sparasion munitum is een vliesvleugelig insect uit de familie van de Scelionidae. De wetenschappelijke naam van de soort is voor het eerst geldig gepubliceerd in 1990 door Kozlov & Kononova.